# Avenida Isidora Goyenechea
La Avenida Isidora Goyenechea es una arteria vial de Santiago de Chile, ubicada en el barrio El Golf de la comuna de Las Condes. Nace en la Avenida Andrés Bello, junto a la torre Titanium y, luego de 1,2 kilómetros, finaliza en la avenida El Golf, a un costado de la plaza Loreto, frente a la iglesia Nuestra Señora de los Ángeles.

## Características
Bautizada en homenaje a la millonaria empresaria del siglo XIX Isidora Goyenechea, la avenida, partiendo desde Andrés Bello, la cruzan Vitacura, Luz (desde el El Bosque Norte sale un brazo de la calle Isidora Goyenecha que al unirse con su arteria principal, pasada la calle Luz, forma una punta de diamante), Benjamín (la única calle que en realidad no la cruza: corre desde el costado norte hasta la avenida Presidente Riesco), San Sebastián, Carmencita, Augusto Leguía Norte, La Pastora, Enrique Foster y Magdalena, antes de desembocar en El Golf. Las calles Luz, Benjamín, Carmencita y Magdalena llevan los nombres de cuatro de los siete hijos de Loreto Cousiño y Ricardo Lyon.
Isidora Goyenechea, que forma parte del sector financiero de la capital chilena conocido como Sanhattan, es famosa en especial por sus restaurantes (más de 20, concentrados principalmente entre las calles Luz y La Pastora) y las numerosas bancas pintadas por artistas que se distribuyen en ambas aceras de la avenida. En la plaza Perú, ubicada en el costado sur entre Carmencita y Augusto Leguía Norte, los domingos funciona, de 10 de la mañana a seis de la tarde, la feria exposición Anticuarios en Las Condes (conocida asimismo como Feria de Antigüedades) y los miércoles y sábados, el Mercado Orgánico (9.00-14.00).
Además de las bancas, la avenida cuenta con otras intervenciones artísticas. Así, en el acceso peatonal al estacionamiento de la citada plaza (esquina con Augusto Leguía Norte) se pueden apreciar dos esculturas de Octavio Román: Medusa y Sirena. También en el lado sur, en la esquina con La Pastora, termina el Paseo de las Esculturas del mismo nombre, verdadero museo al aire libre creado para el Bicentenario de la Independencia, y dos de sus diez obras —Pórtico de Cecilia Campos y Astral de Cristina Pizarro— se ubican en la avenida.
Isidora Goyenechea da prácticamente a la parroquia Nuestra Señora de los Ángeles, conocida popularmente como iglesia El Golf, famosa, ante todo, por las decenas de telas realizadas bajo la dirección del pintor fraile Pedro Subercaseaux. Se trata de 40 pinturas que Loreto Cousiño de Lyon —hija de Isidora y de Luis Cousiño y esposa de Ricardo Lyon, así como la filántropa gracias a cuya donación se levantó el templo— encargó al artista convertido en monje benedictino después de la Primera Guerra Mundial.

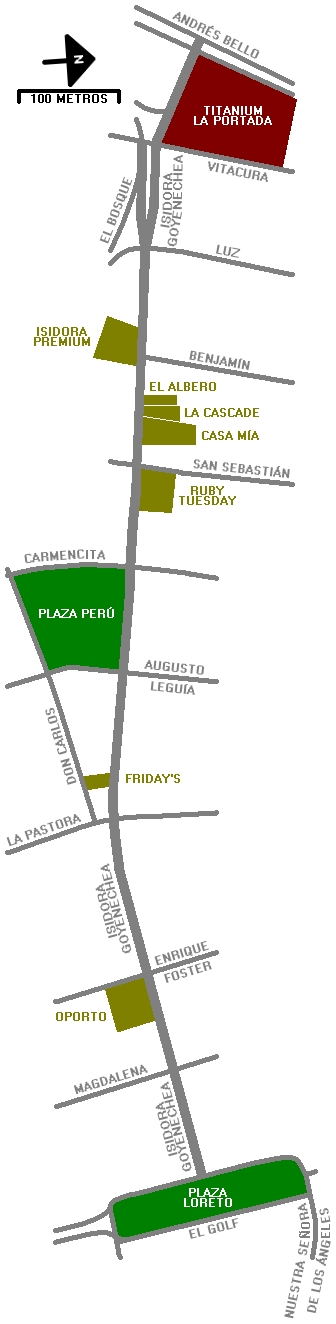
Esquema de la avenida

## Transporte público
Para llegar en transporte público a Isidora Goyenechea se pueden utilizar tres estaciones de la línea 1 del metro de Santiago, que salen a la avenida Apoquindo: Tobalaba, cómodo para ir a la altura de la plaza Perú; El Golf, para el Paseo de las Esculturas La Pastora; y Alcántara para ir al final de la avenida y a la iglesia Nuestra Señora de los Ángeles. En autobús, se pueden utilizar, entre otros, los que van por la Alameda y Apoquindo, como, por ejemplo, el número 426 o el 412; o por Alameda y avenida Vitacura, como el 405.
Para 2028 está programada la inauguración de la estación Isidora Goyenechea, ubicada en la intersección de esta avenida con Vitacura que será una estación de combinación entre la línea 6 y 7 del Metro de Santiago.

## Galería

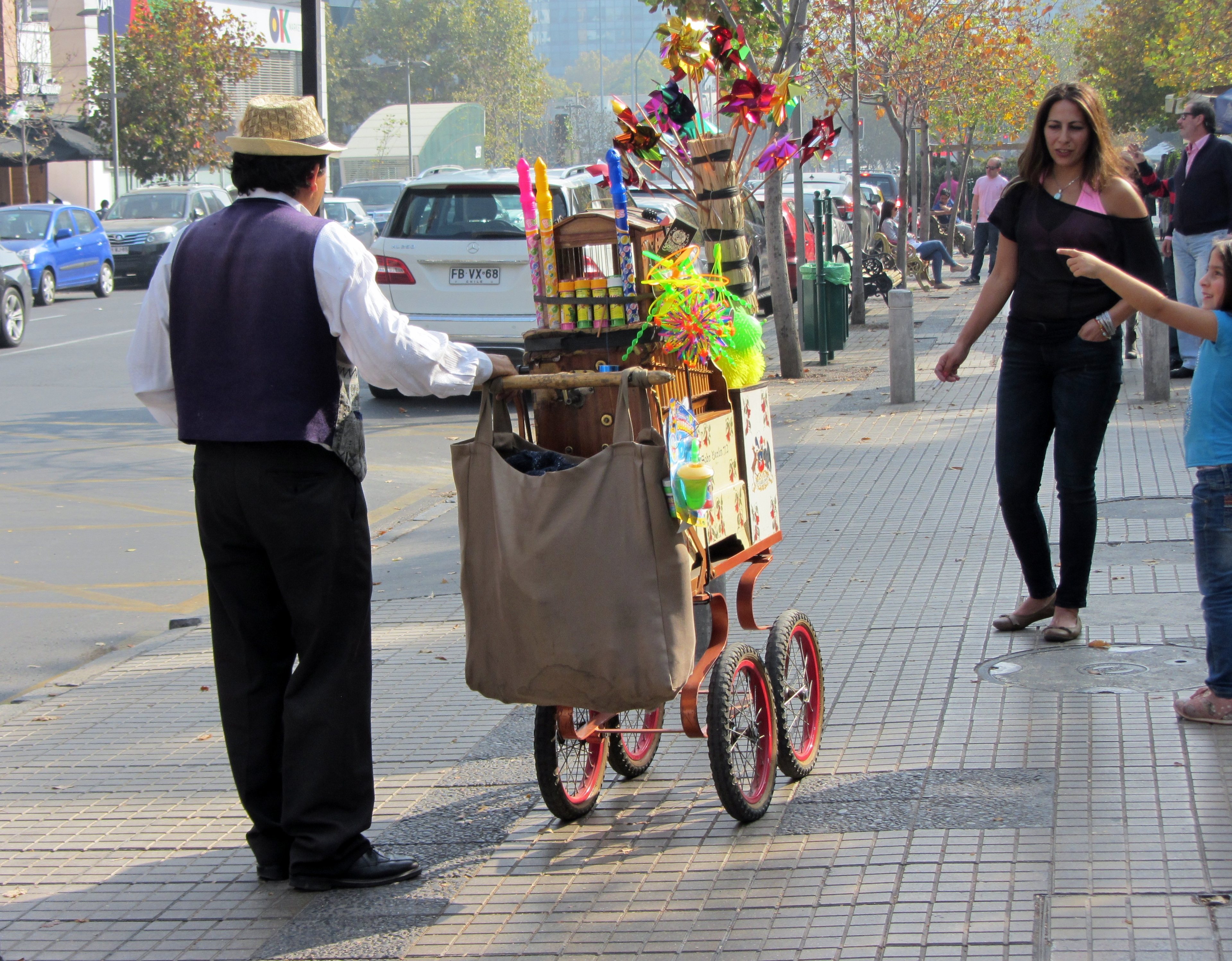
Organillero en el sector de restaurantes
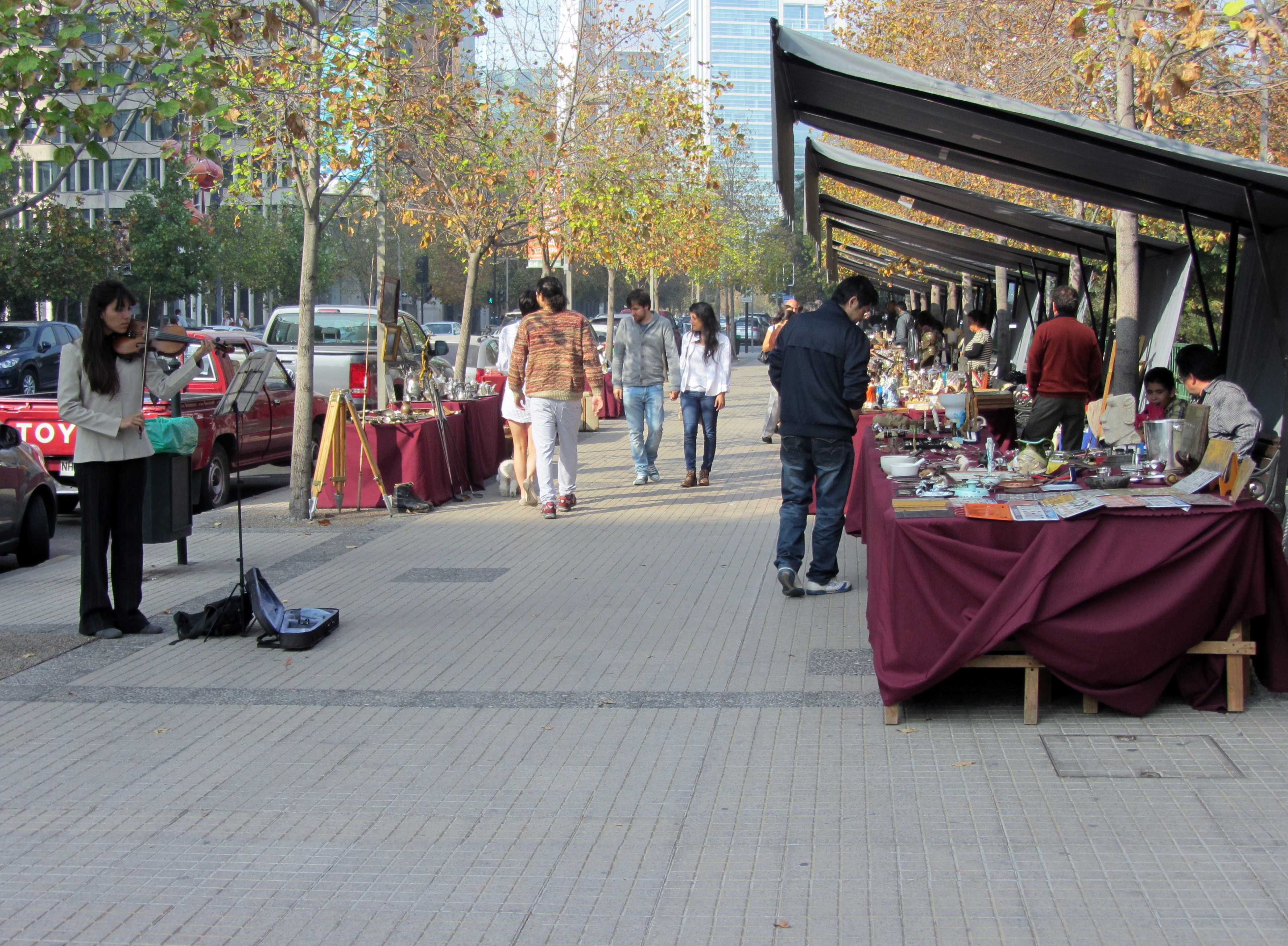
Feria de antigüedades
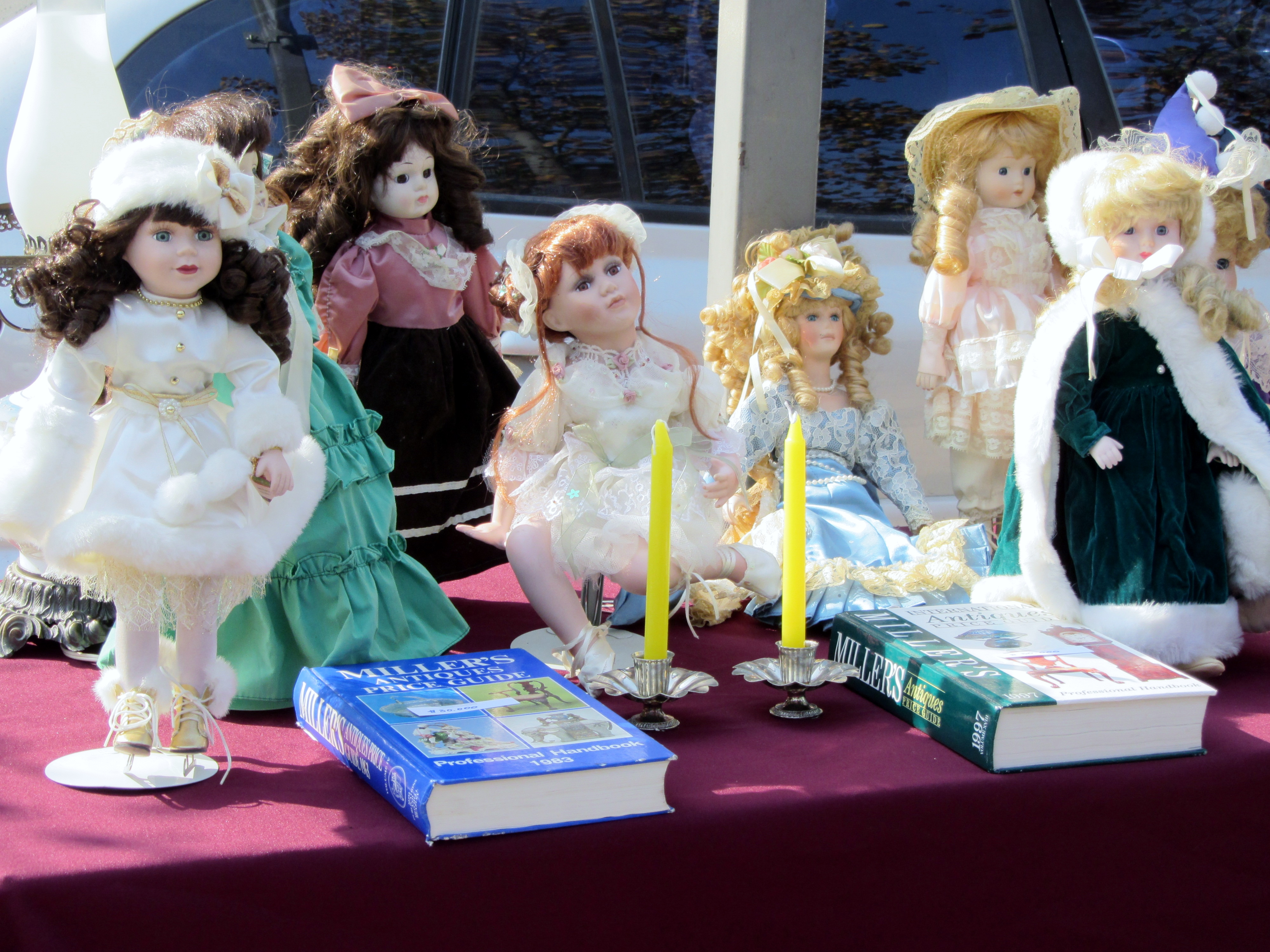
Muñecas antiguas
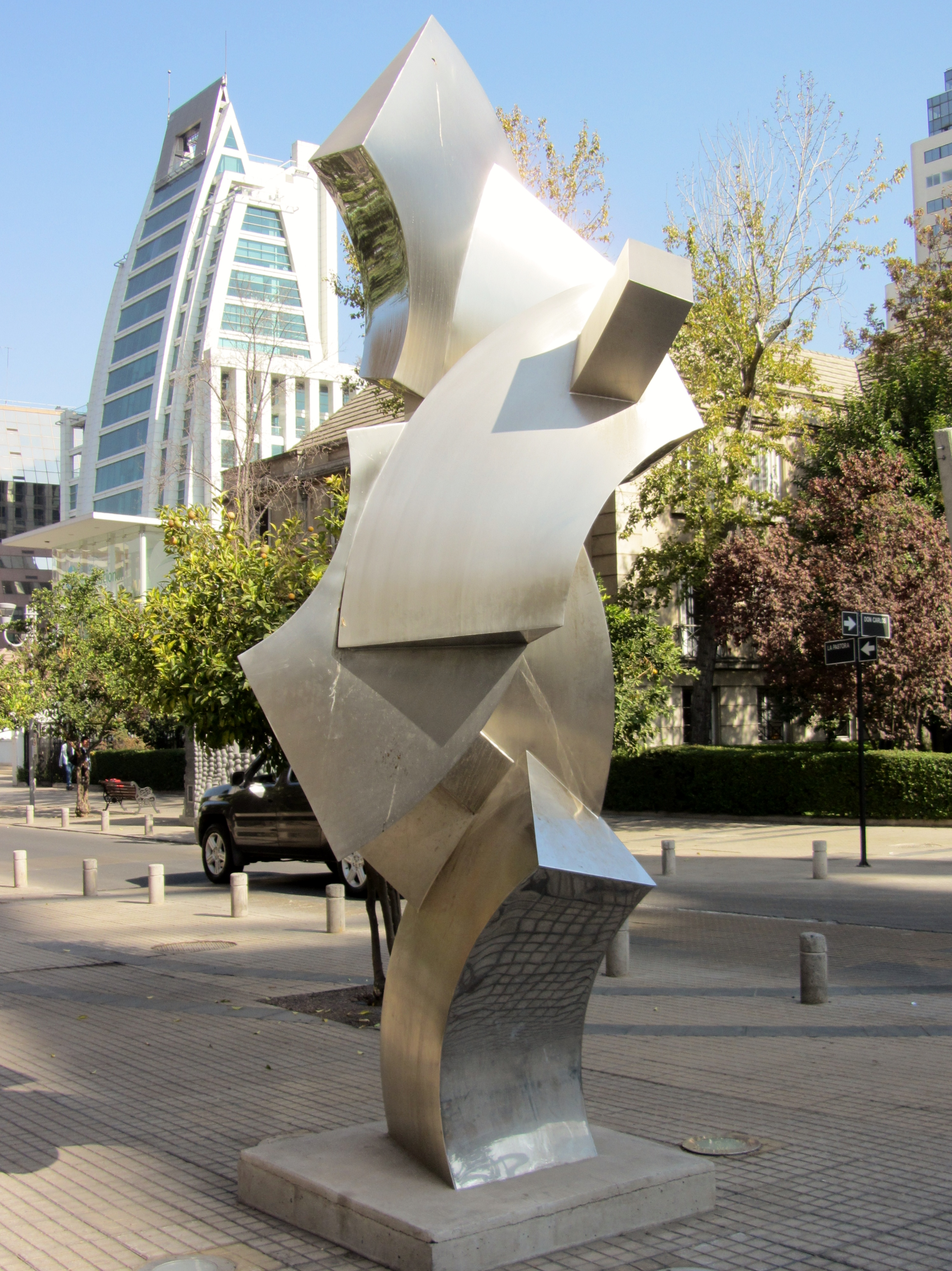
Cristina Pizarro. Astral
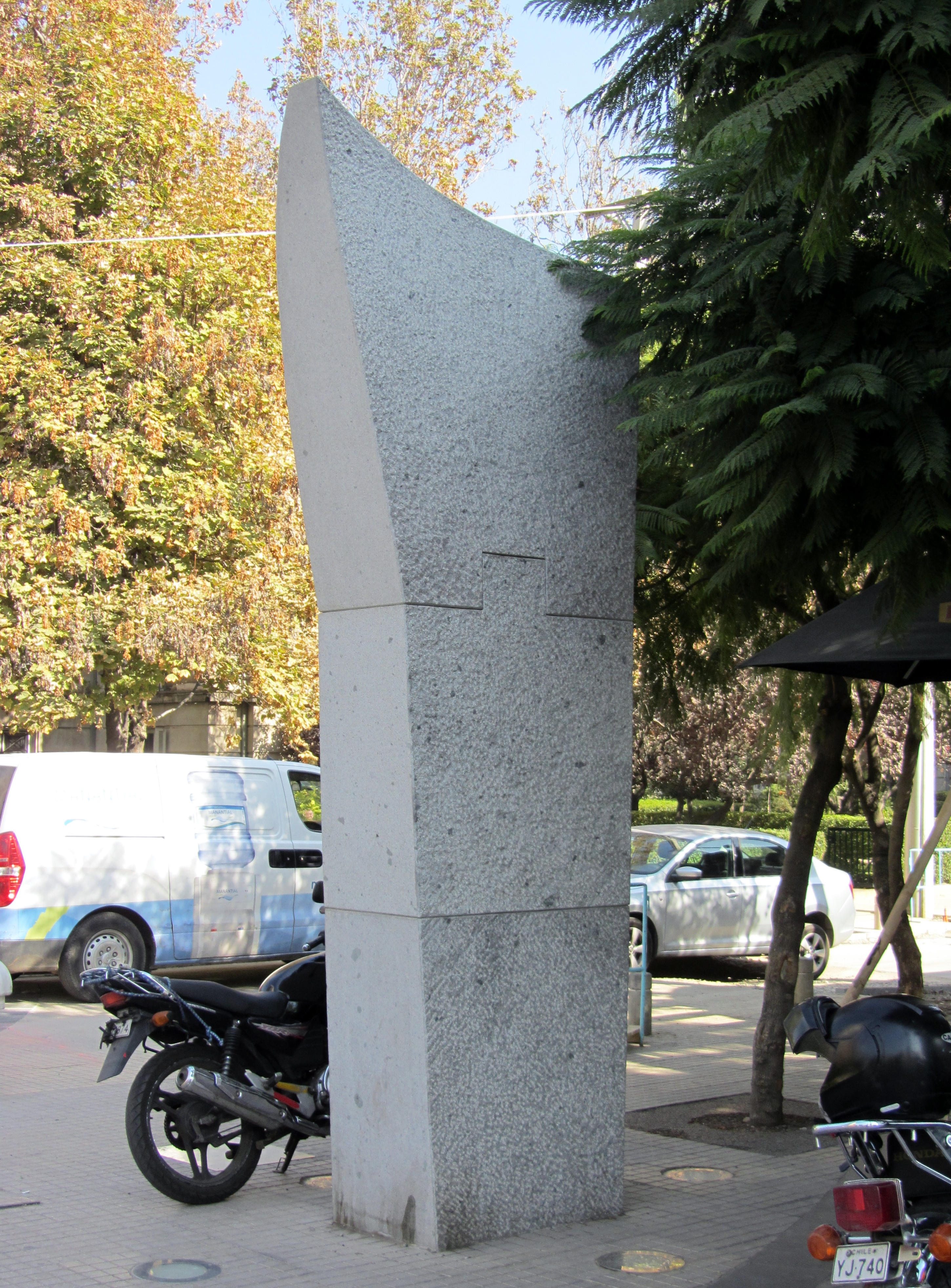
Cecilia Campos. Pórtico
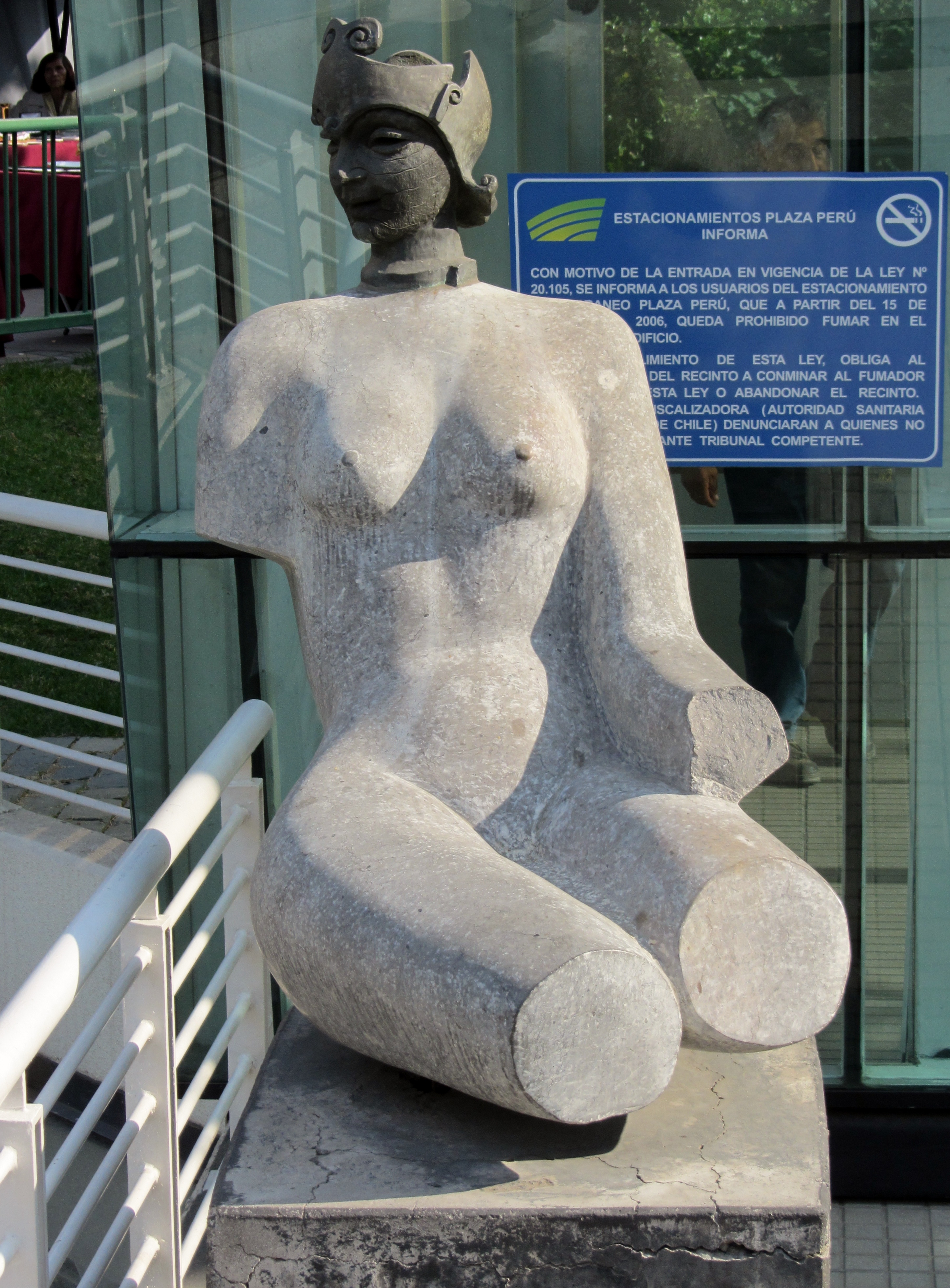
Octavio Román. Medusa
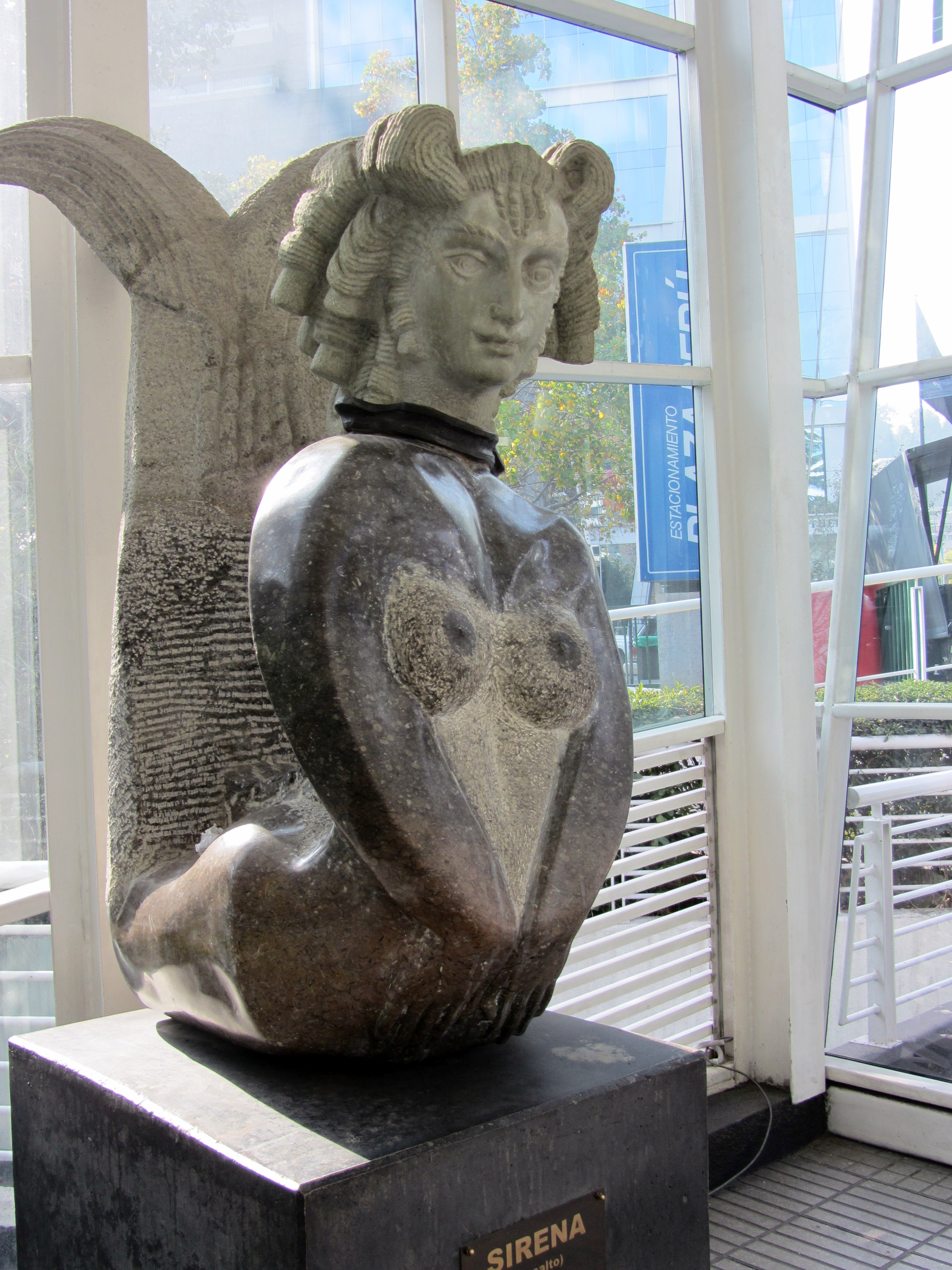
Octavio Román. Sirena
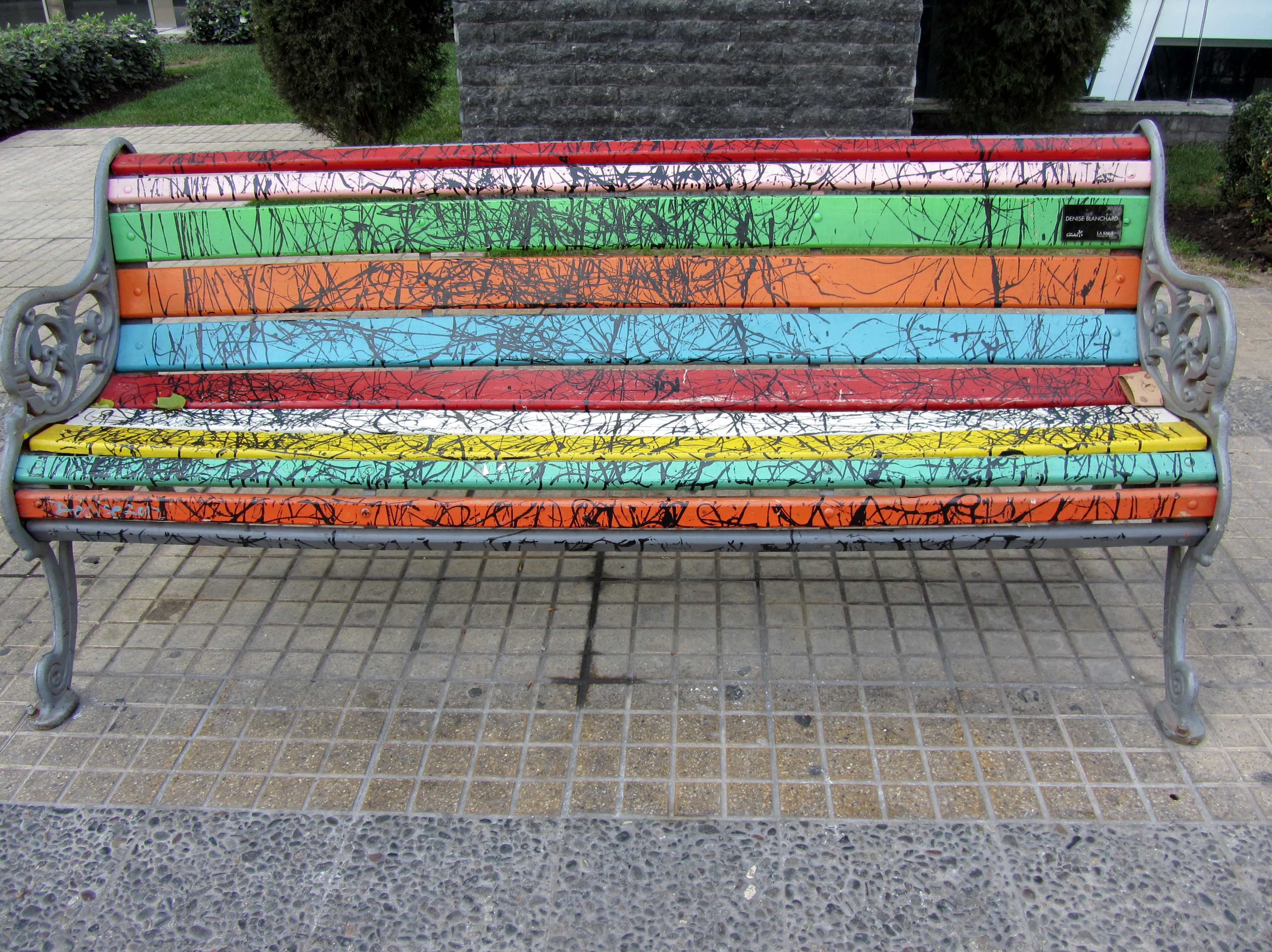
Denise Blanchard
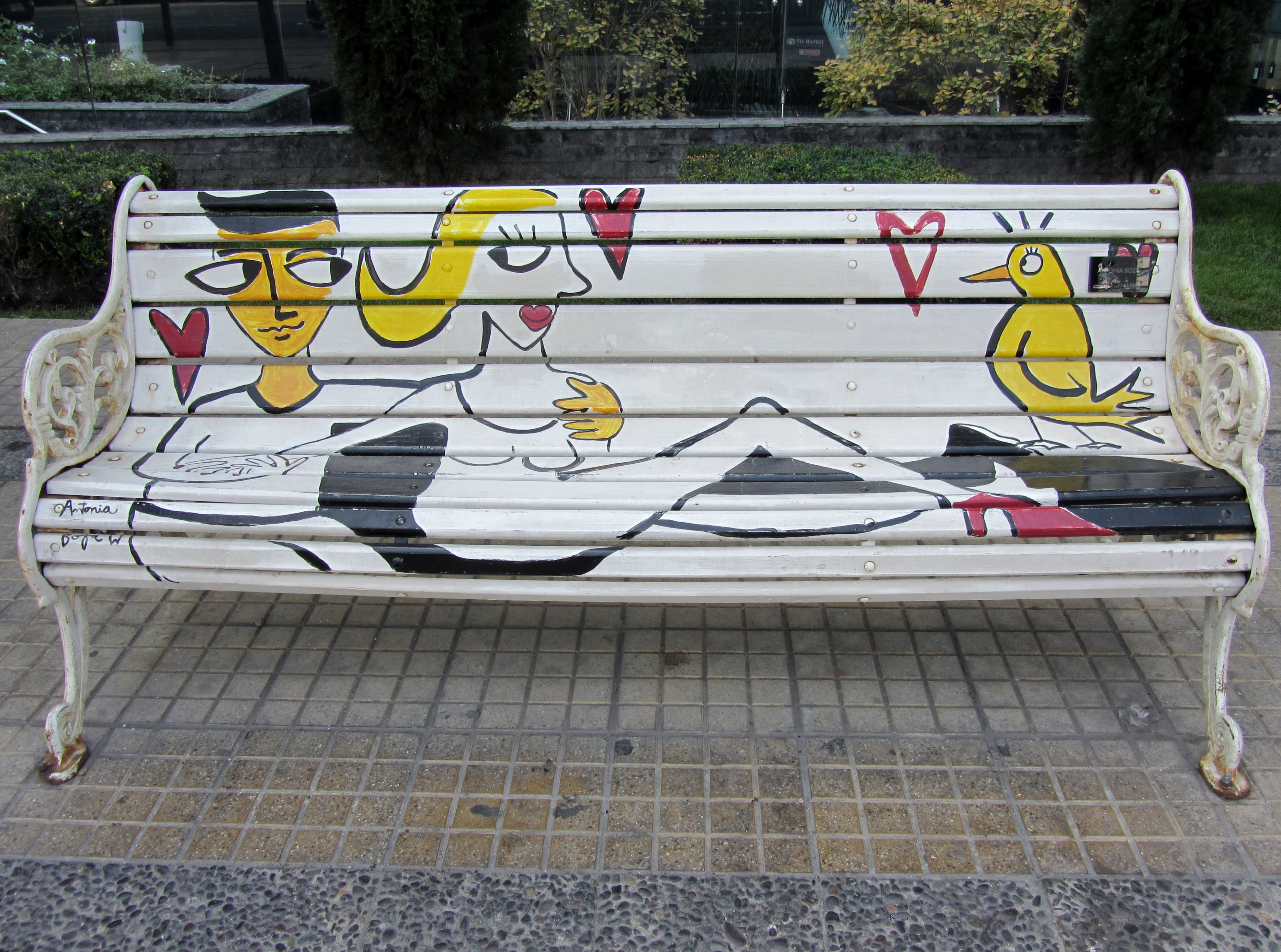
Antonia Boza
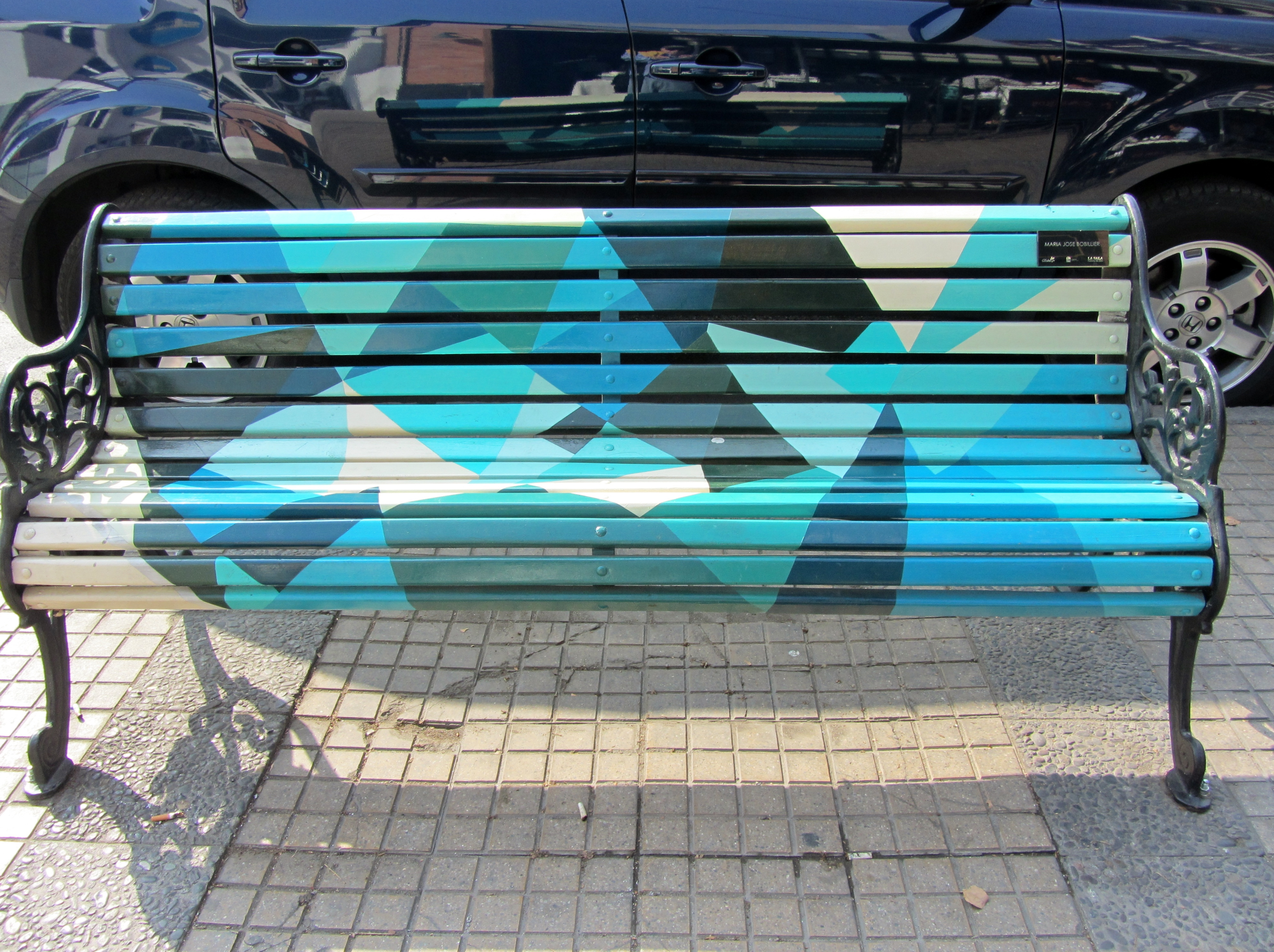
María José Bobillier
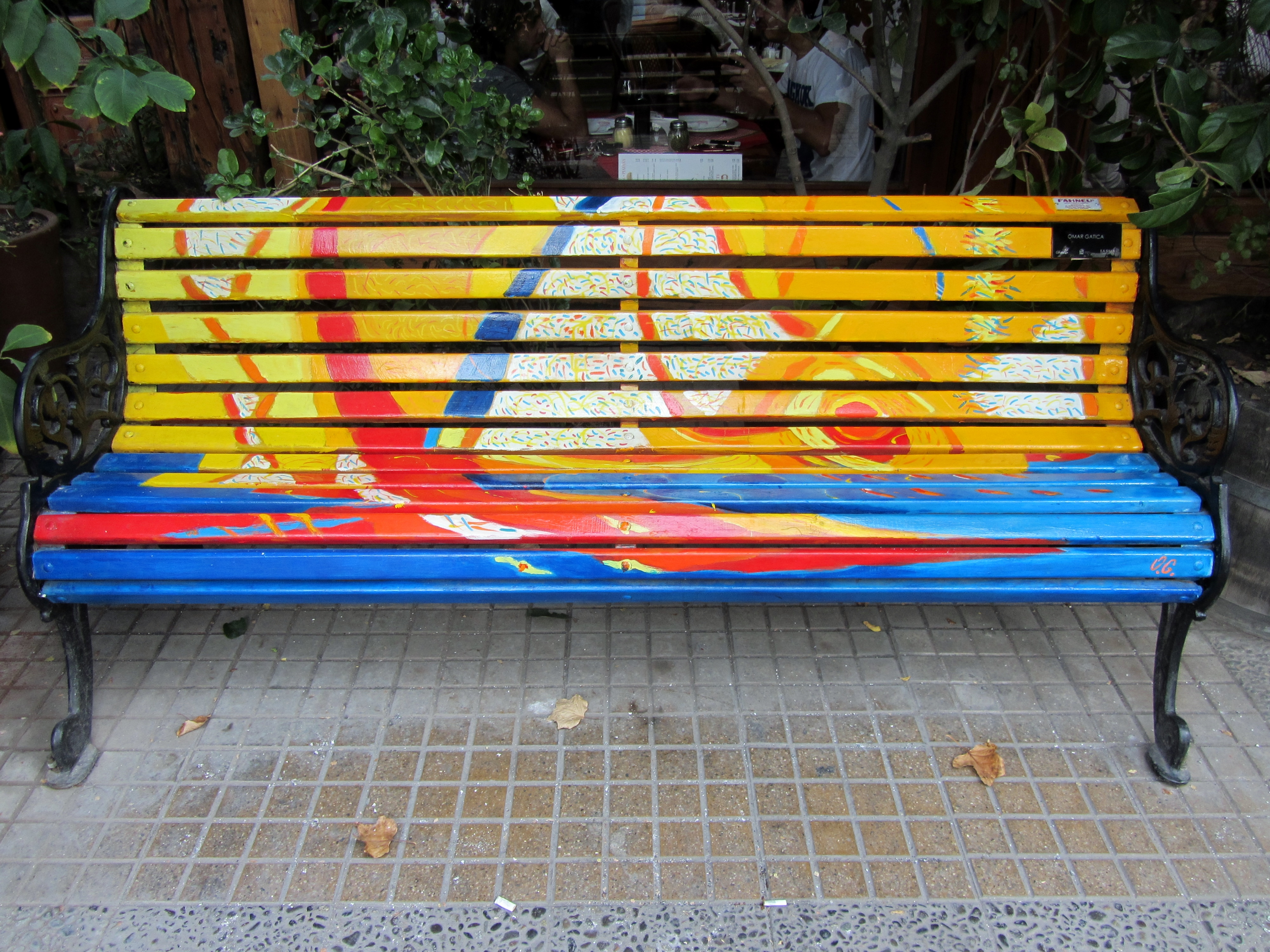
Omar Gatica
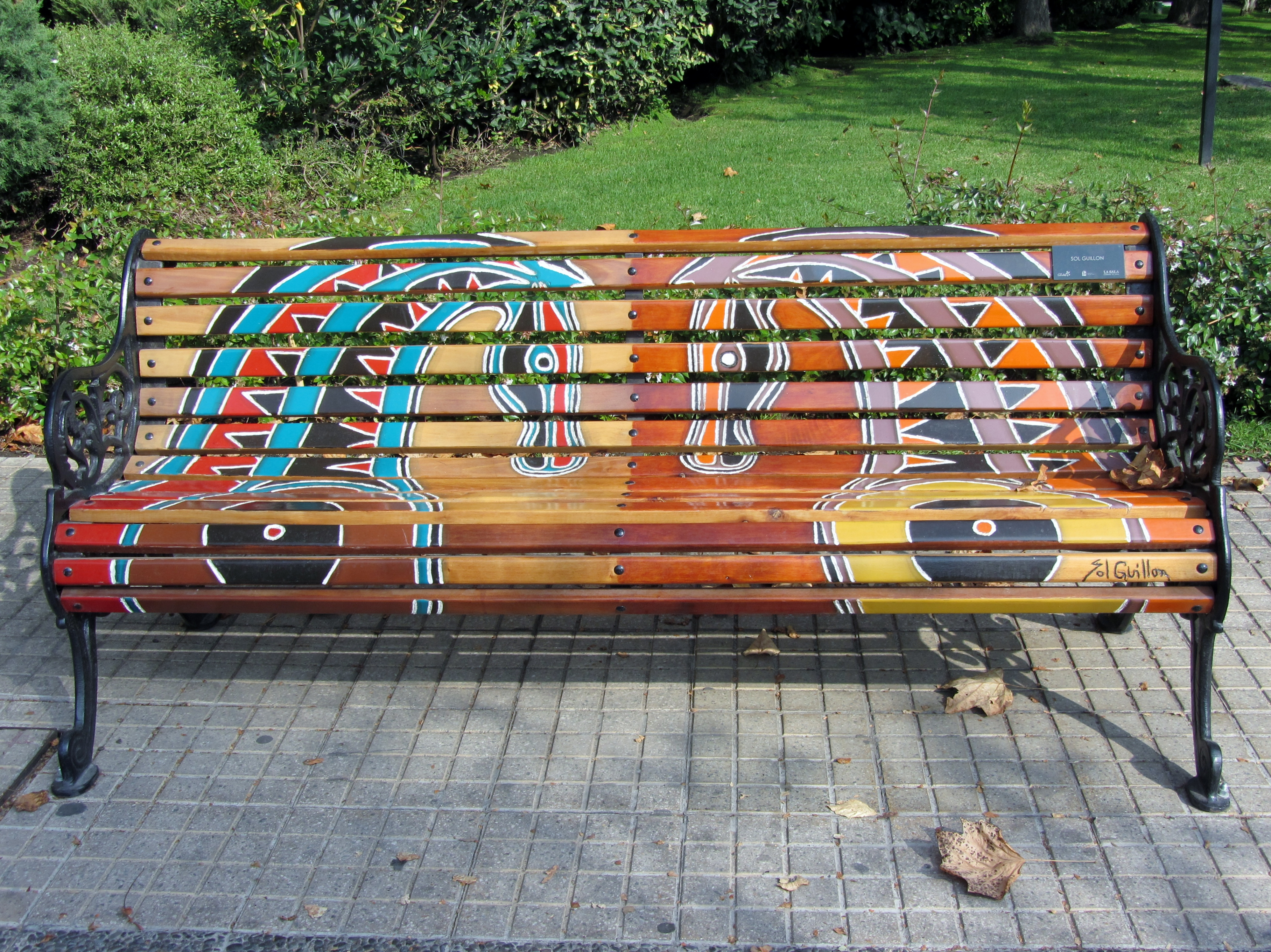
Sol Guillón
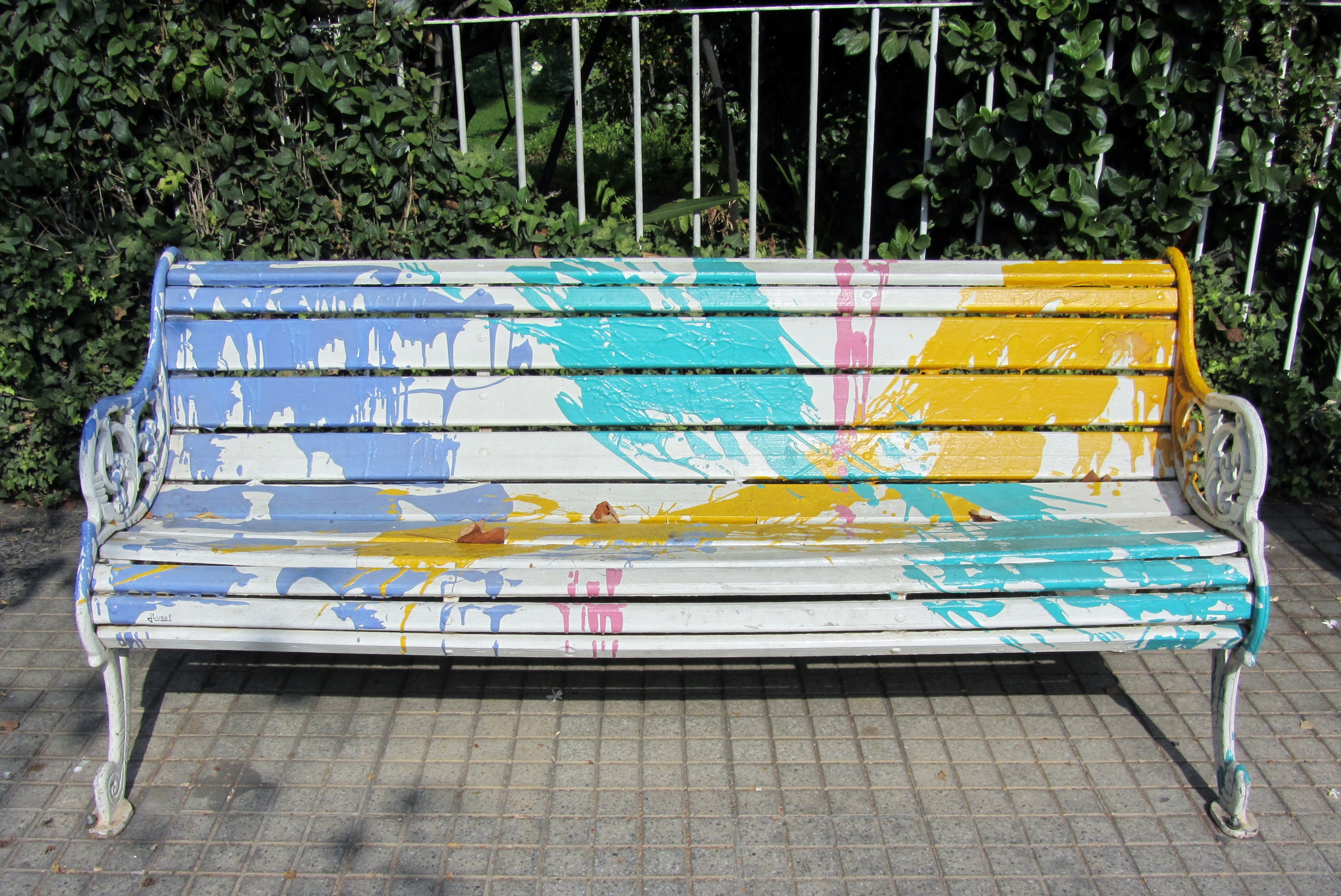
Julita Luco
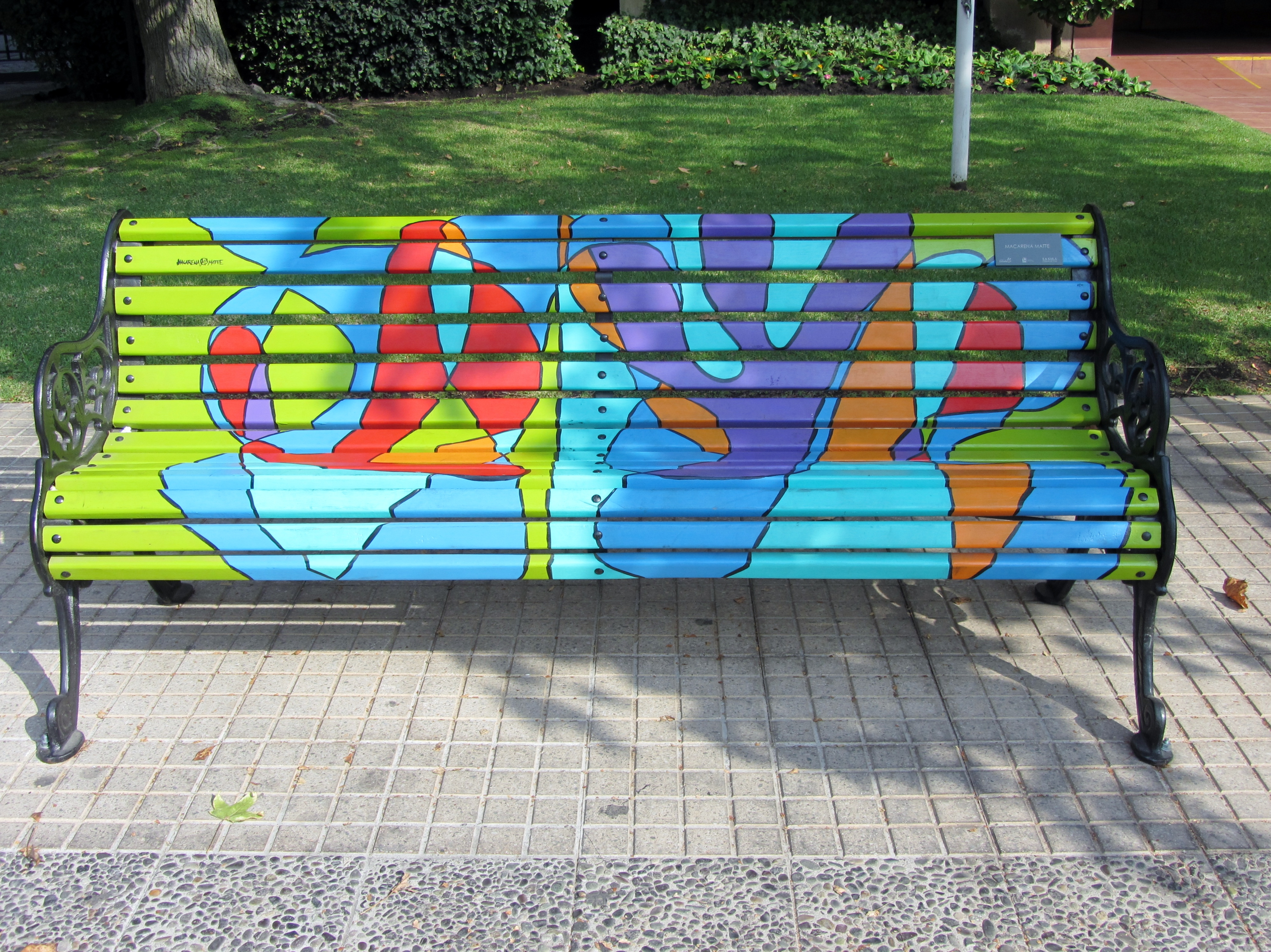
Macarena Matte
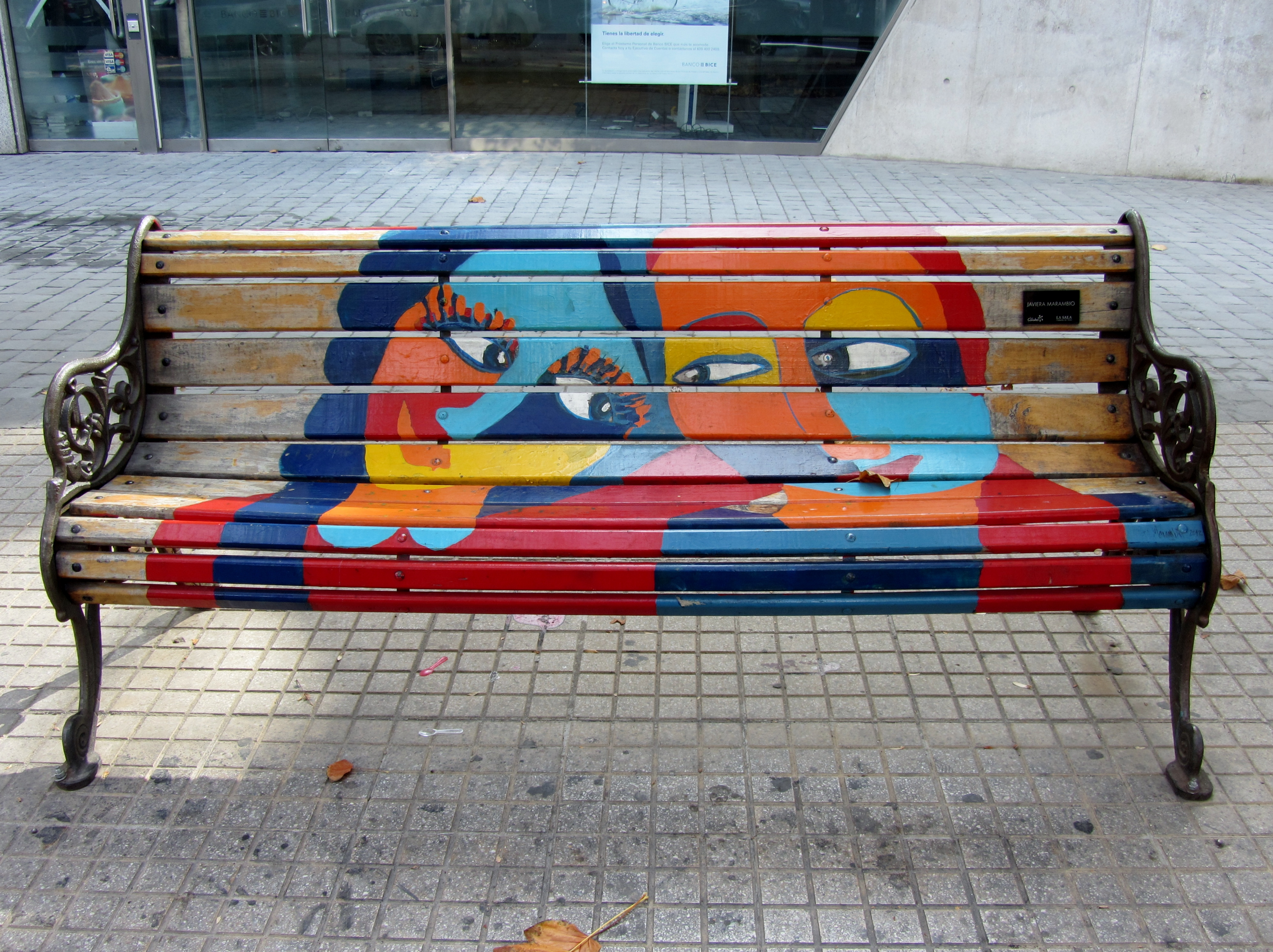
Javiera Marambio
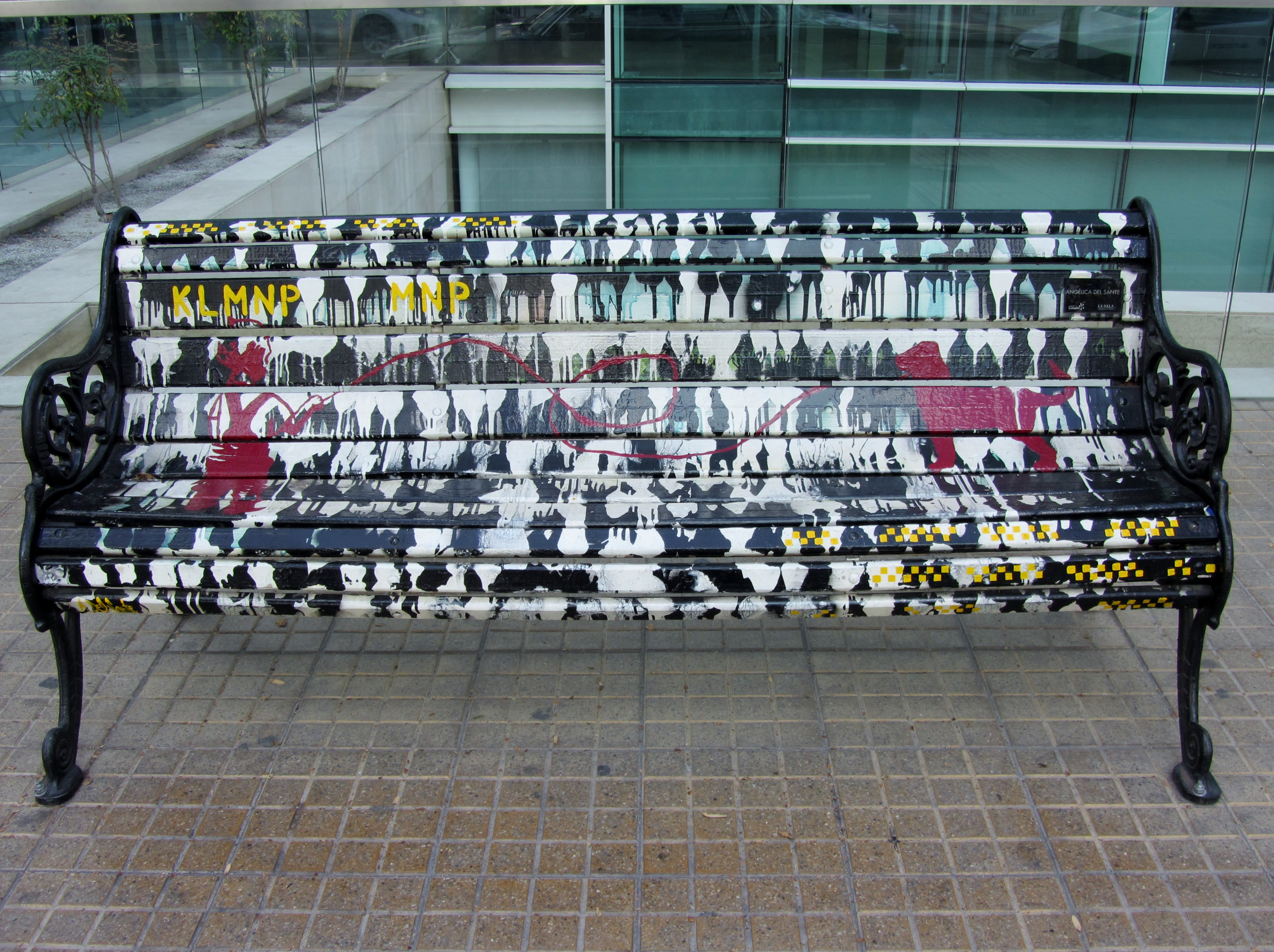
Angélica del Sante